# Twardogóra
Twardogóra [tfardɔ'gura], tyska: Festenberg, är en stad i sydvästra Polen, belägen i distriktet Powiat oleśnicki i Nedre Schlesiens vojvodskap, 40 kilometer nordost om Wrocław. Tätorten hade 6 773 invånare i juni 2014, och utgör centralort i en stads- och landskommun med totalt 12 973 invånare samma år.

## Sevärdheter
- Twardogóras slott, ursprungligen uppfört som en borg under 1300-talet. Den nuvarande barockbyggnaden och slottsparken tillkom under 1700-talet. I parken finns en Herkulesstaty som härstammar från slottsruinen i Goszcz.
- Vid torget finns många borgarhus från 1700-talet och 1800-talet, samt domstolsbyggnaden från 1902 som idag fungerar som rådhus.
- Trefaldighetskyrkan, den tidigare protestantiska kyrkan i nygotisk fackverksstil, står tom sedan andra världskriget.
- Den katolska Mariakyrkan, uppförd 1874 på platsen för en äldre kyrka från 1600-talet.
- Ruinen av släkten von Reichenbachs barockslott i Goszcz. Slottet förstördes i en brand 1947.

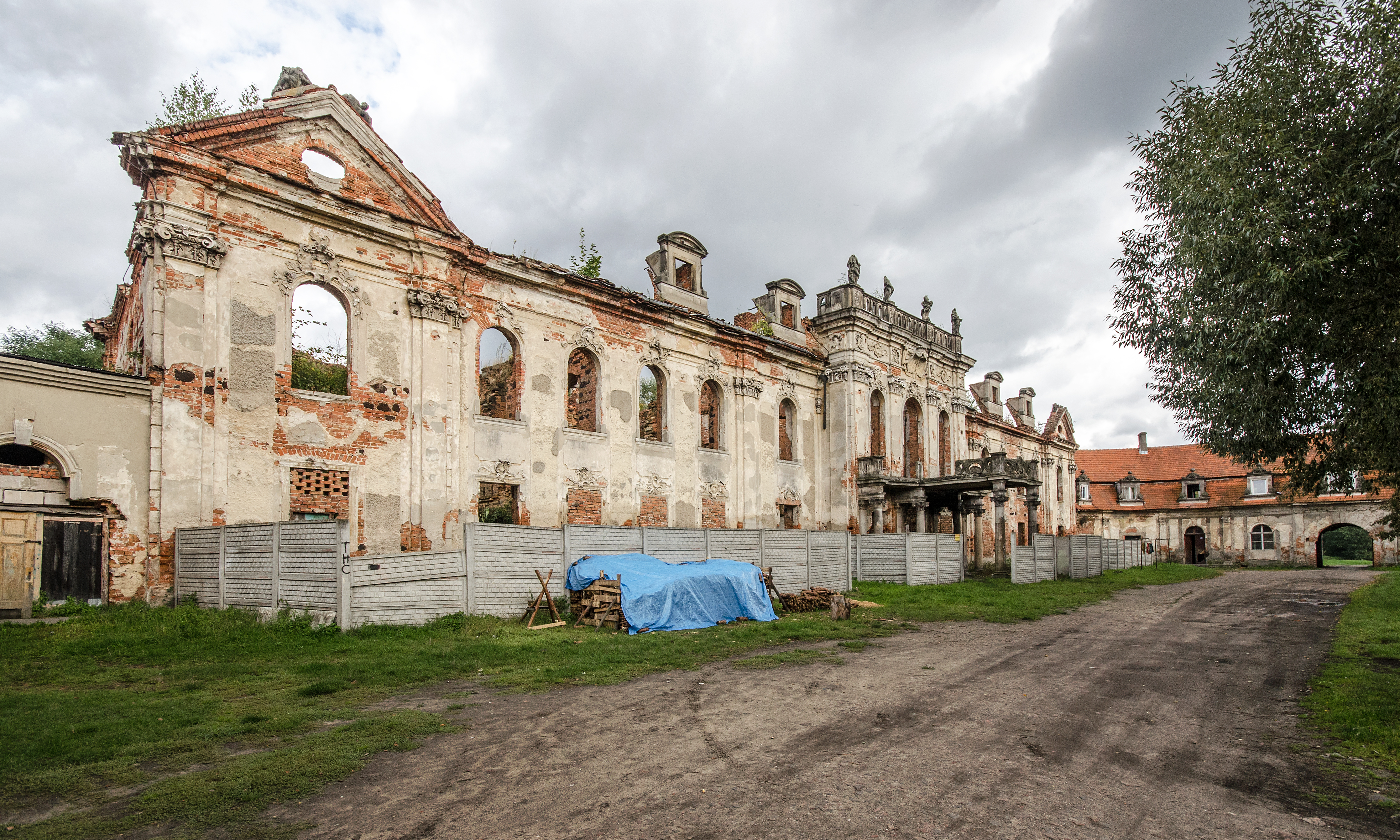
Goszcz slottsruin.
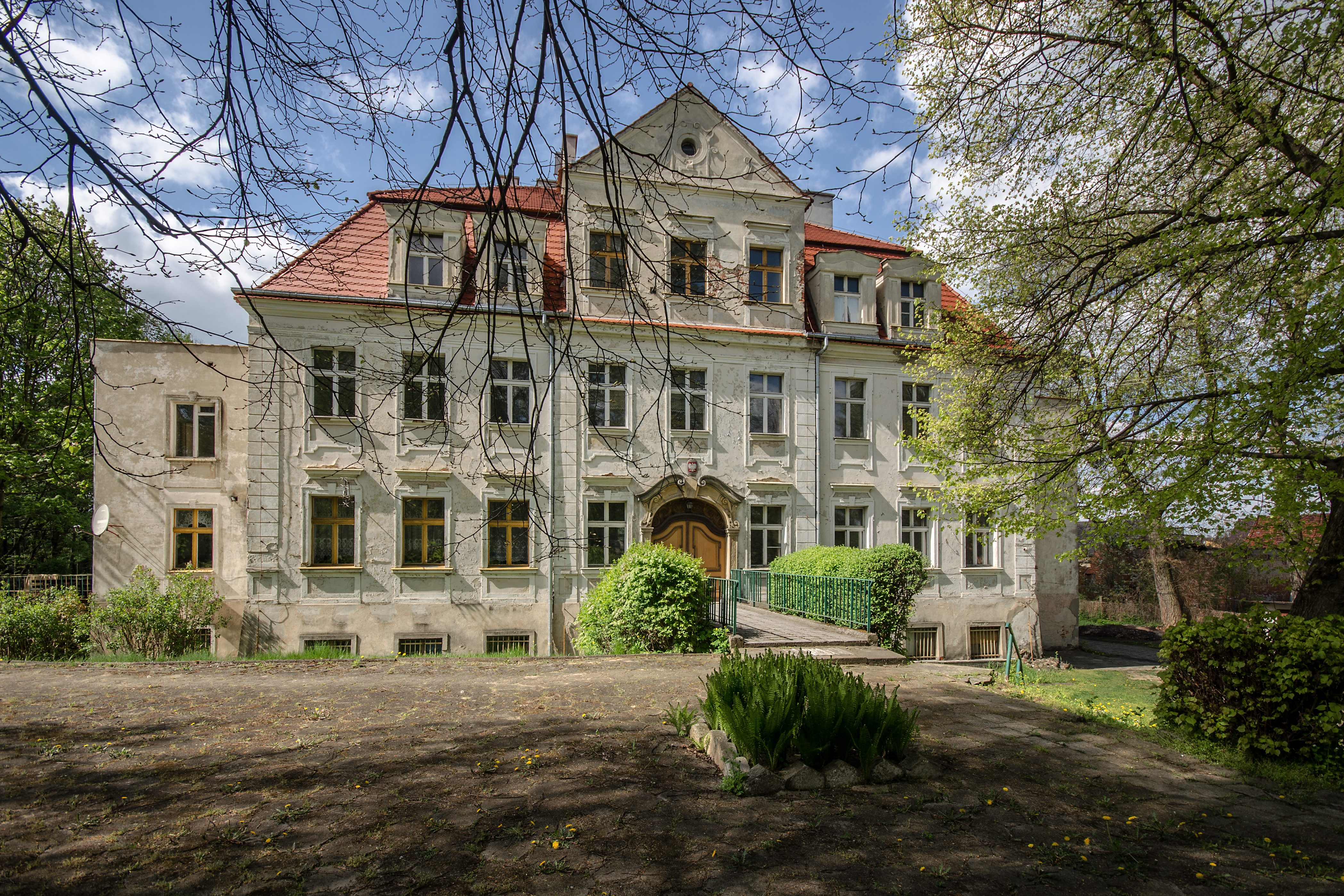
Twardogóras slott.
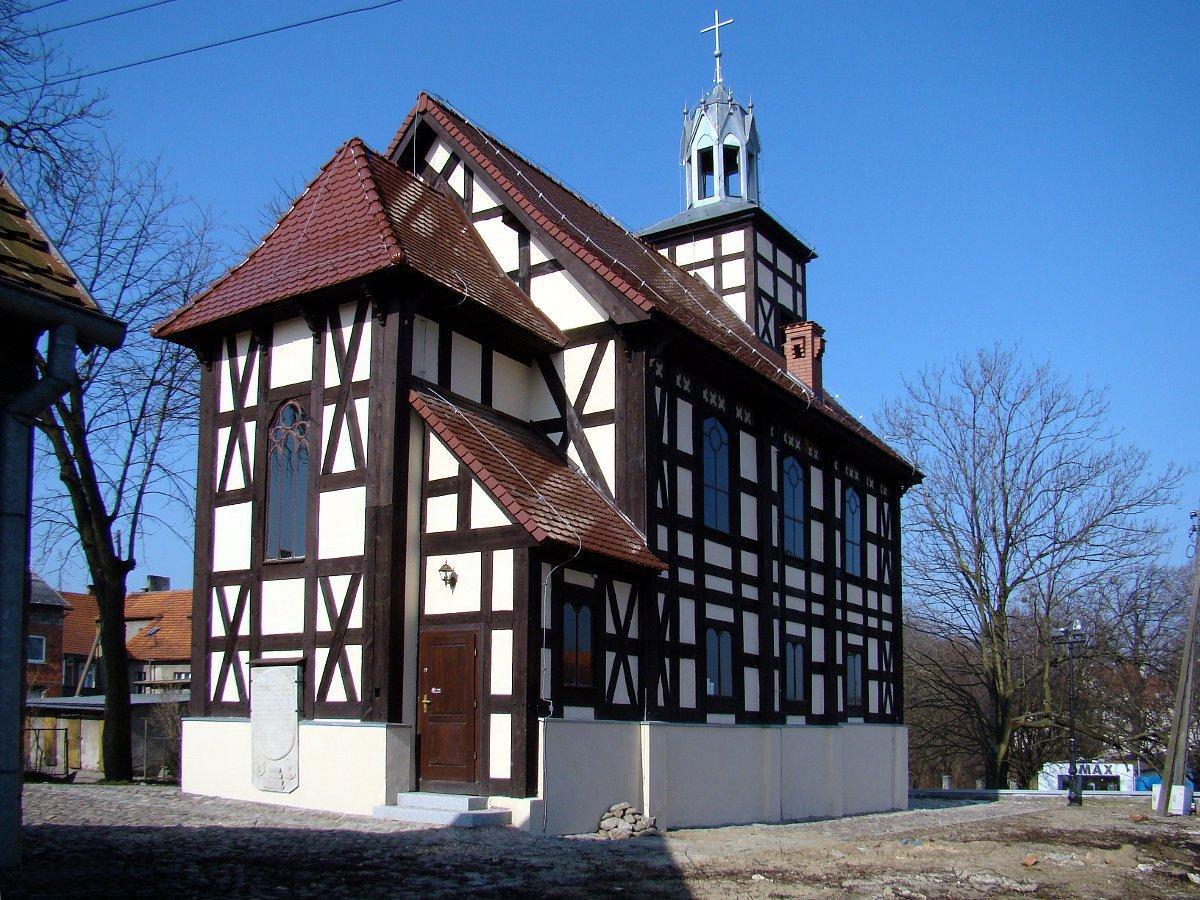
Trefaldighetskyrkan.
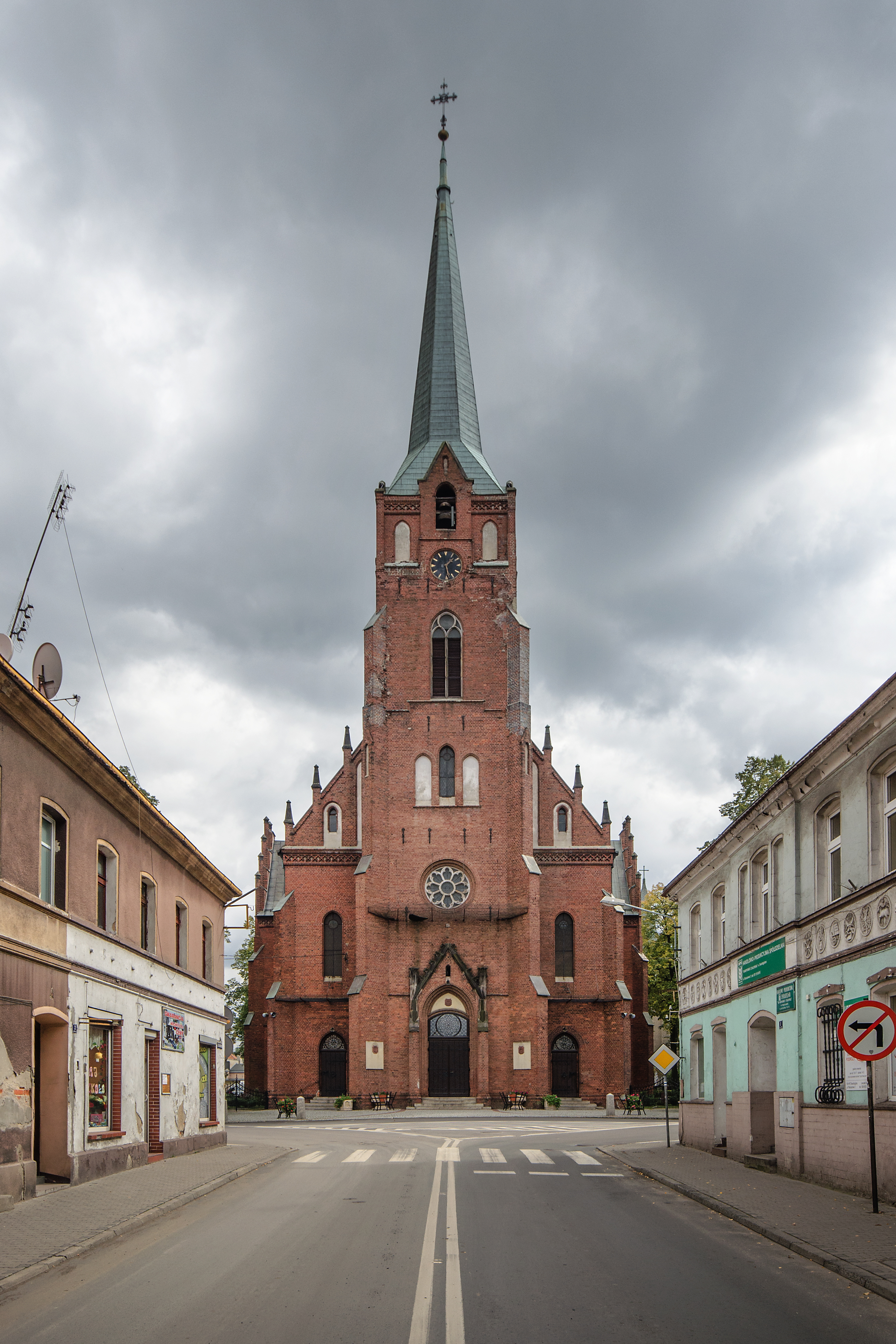
Mariakyrkan.
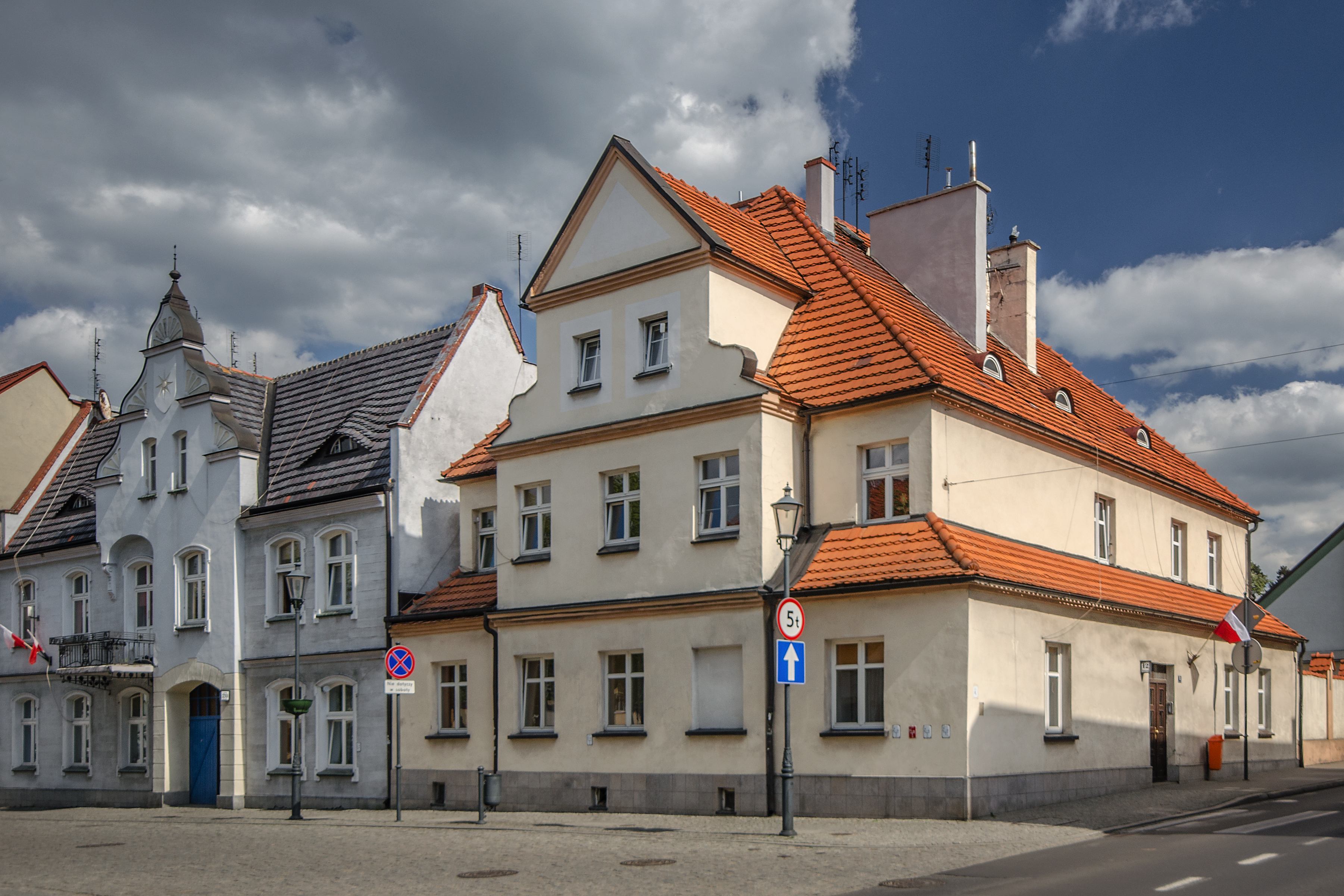
Historiska borgarhus vid torget.

## Kända invånare
- Ludwig Laqueur (1839–1909), ögonläkare.
- Paul von Grützner (1847–1919), fysiolog, universitetsprofessor.
- Heinrich von Reichenbach (född 1928), professor i markvetenskap.
- Martin Pohl (1930–2007), skådespelare.
- Hagen Kleinert (född 1941), professor i teoretisk fysik vid Freie Universität Berlin.